# Pepsis heros
A  Pepsis heros (amerikai hősdarázs) a rovarok (Insecta) osztályába, a hártyásszárnyúak (Hymenoptera) rendjébe, ezen belül az útonállódarazsak (Pompilidae) családjába tartozó faj, melyet Johan Christian Fabricius írt le először 1798-ban.

## Megjelenése
A legnagyobb méretű útonállódarázs-faj. A hímek kisebbek, karcsúbbak a nőstényeknél, az utóbbiak viszont akár a 11 cm hosszúságot is elérhetik. A nőstények csápjai görbék, míg a hímeké egyenesek, valamint csak a nőstények rendelkeznek fullánkkal, amely ívelt, és akár 7 mm hosszú is lehet. Erős tor jellemzi őket, valamint borostyánszínű szárnyak, melyek széle sötétebb. A hátsó lábaikon mozgatható tüske található.

## Elterjedése
Főként Dél-Amerika: Brazília, Ecuador, Peru.

## Szaporodása
Míg a felnőtt példányok tápláléka főként virágok nektárjából és virágporából áll, a felnőtté váláshoz állati táplálékra van szükségük.
Magányos állatok, csak a szaporodási időszakban keresik egymás társaságát. A nőstény saját fészekről és utóda táplálásáról maga gondoskodik, kolónia támogatása nélkül, de csak a lárvák kikelése előtt, ezért még a saját méretéhez képest is többször nagyobb prédát választ, csapóajtós pókokat és tarantulákat. Mivel a prédaállatok szinte egész nap az odújukban tartózkodnak, zsákmányt imitálva a bejáratnál lévő hálót mozgatja, hogy a pókot kicsalogassa, vagy azokat a hím pókokat támadja meg, akik párkeresés céljából merészkednek ki. Ha már a szabadban van az áldozata, a darázs a hátára kapaszkodva, hosszú, görbe fullánkjával erős mérget fecskendez a pók mellkasának alsó részén lévő idegdúcokba, amely megbénítja a pókot, de nem öli meg. A darázs ezután visszahúzza áldozatát a pók saját odújába vagy egy általa előkészített odúba, ahol egyetlen petét rak le a pók testére, és törmelékkel lezárja az odú bejáratát. A pete három-négy nap alatt kikel, és a lárva azonnal táplálkozni kezd a mozdulatlan, de még élő pókból, kiszívva annak testéből a hemolimfát. A lárva öt növekedési szakaszon megy keresztül, és fokozatosan egyre többet fogyaszt a pók testéből. Az ötödik szakaszban a fiatal darázs végül felfalja a pók létfontosságú szerveit, és megöli a pókot. A kifejletlen rovar ezután gubót képez maga körül, és két-három héttel később kifejlett egyedként bújik elő belőle.

## Mérge

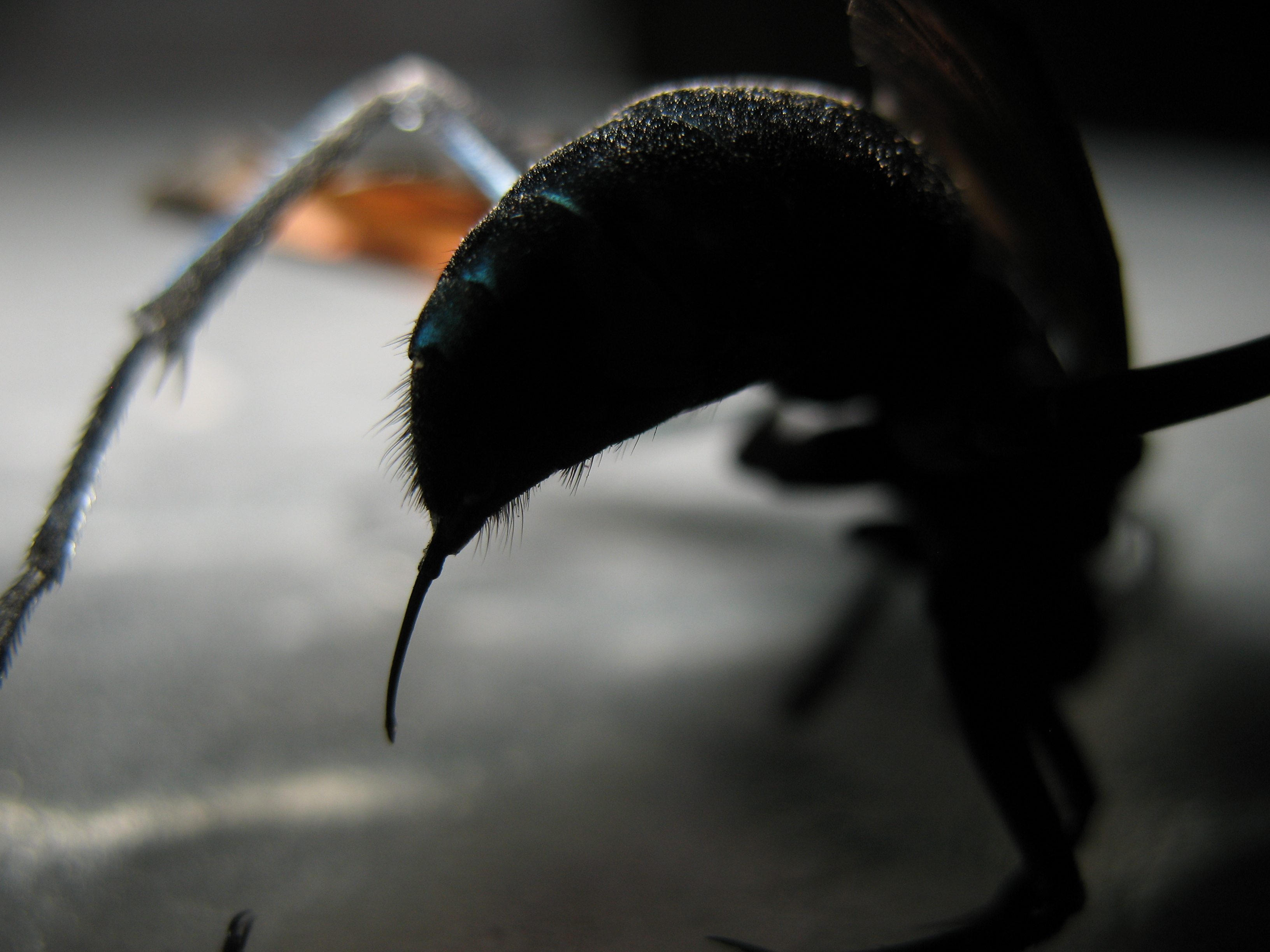

A préda pók az erős méreg hatására mindenképpen elpusztul, még akkor is, ha valami miatt a pete nem kel ki, mert olyan erős a befecskendezett idegméreg, hogy a bénult állapot egy idő után légzésleálláshoz vezet.
A Pepsis heros egyedei meglehetősen szelídek (jelentős ismert ellenségük nincs), indokolatlanul nem szúrnak, de ha igen, az ember és más gerincesek számára az egyik legfájdalmasabb csípés a világon.
Justin Orvel Schmidt amerikai entomológus megalkotta a szúró rovarok fájdalomskáláját, önkéntes vagy akaratlan alanyok segítségével. Csípését azonnal hatónak, villámcsapásszerűnek értékeli, ami teljesen legyengíti az áldozatot.
A Justin Schmidt amerikai entomológus féle rovarcsípési fájdalomskálán a második helyen szerepel, csak a trópusi bikahangya (Paraponera clavata) előzi meg.
Schmidt egytől négyig terjedő rangsorolásában a négyes szintet kapta, mert csípése szinte elviselhetetlenül fájdalmas.